# فريدريك مولوني
فريدريك مولوني (بالإنجليزية: Frederick Moloney)‏ هو منافس ألعاب قوى أمريكي، ولد في 4 أغسطس 1882 في أوتاوا في الولايات المتحدة، وتوفي في 24 ديسمبر 1941 في شيكاغو في الولايات المتحدة.

## وصلات خارجية
- فريدريك مولوني على موقع أوليمبيديا (الإنجليزية)